# Circuito de Bremgarten
O Circuito de Bremgarten está localizado na cidade de Bremgarten bei Bern, na Suíça. Foi palco de corridas de Fórmula 1 entre 1950 a 1954. Em 1955, a corrida foi suspensa, em função da Tragédia de Le Mans, fez com que uma lei proibisse a realização de corridas em território suíço.

## Vencedores de GPs de F1 em Bremgarten
| Ano  | Vencedor            | Equipe     | Resumo   |
| ---- | ------------------- | ---------- | -------- |
| 1947 | Jean-Pierre Wimille | Alfa Romeo | Detalhes |
| 1948 | Carlo Felice Trossi | Alfa Romeo | Detalhes |
| 1949 | Alberto Ascari      | Ferrari    | Detalhes |
| 1950 | Giuseppe Farina     | Alfa Romeo | Detalhes |
| 1951 | Juan Manuel Fangio  | Alfa Romeo | Detalhes |
| 1952 | Piero Taruffi       | Ferrari    | Detalhes |
| 1953 | Alberto Ascari      | Ferrari    | Detalhes |
| 1954 | Juan Manuel Fangio  | Mercedes   | Detalhes |